# Hovorodon bituberculatum
Hovorodon bituberculatum is een keversoort uit de familie van de boktorren (Cerambycidae). De wetenschappelijke naam van de soort werd voor het eerst geldig gepubliceerd in 1805 door Palisot de Beauvois.